# Fortunato Chelleri
Fortunato Chelleri (Parma, maggio o giugno 1690 – Kassel, 11 dicembre 1757) è stato un compositore italiano.

## Biografia
Il padre era di origini tedesche e si chiamava Keller, invece la madre, Bazzani, proveniva da una famiglia di musicisti.
Rimasto orfano nella prima infanzia, studiò musica assieme allo zio Francesco Bassani, maestro di cappella nella Cattedrale di Piacenza, e dopo aver partecipato a molte funzioni celebrate nella Cattedrale di Parma dal 1700 al 1703, esordì con l'opera La Griselda (1707) conseguendo un buon successo, replicato con la sua seconda opera Il gran Alessandro (1708).
Intorno al 1710 si spostò in Spagna, dove compose un buon numero di opere che lo resero celebre a livello europeo.
Nel 1716 fu maestro di cappella a Firenze e tre anni dopo si trasferì a Venezia dove rimase fino al 1722.
Nel 1723 si trasferì a Würzburg dove il vescovo lo invitò come consigliere musicale e due anni dopo ottenne da Carlo I il ruolo di maestro di cappella di corte e di direttore musicale.
Durante il suo soggiorno a Kassel, riprese la sua attività operistica e mise in scena l'Innocenza difesa.
Il 1726 fu l'anno del suo trasferimento in Inghilterra, dove restò cinque anni venendo a contatto con l'ambiente operistico internazionale e soprattutto con l'arte di Haendel. In Inghilterra fu nominato membro della Royal Academy of music.
Successivamente accettò l'invito di Federico I di Svezia, che lo accolse come consulente artistico.
Nella sua prima fase di produzione teatrale Chelleri si avvicinò allo stile veneziano, nella seconda alla scuola musicale napoletana di Leo e di Pergolesi, caratterizzandosi per una melodia gradevole e brillante.
In Germania fu noto soprattutto per la musica strumentale e per gli oratori ispirati da Haendel e da Fux.